# Domahidy László (énekes, 1958)
Domahidy László (Debrecen, 1958. október 21.) nagyon mély basszus (basso profondo – mélybasszus) hangfekvéssel rendelkező magyar operaénekes.

## Élete
Édesapja Domahidy László (Debrecen, 1920 – Budapest, 1996) a Magyar Állami Operaház operaénekese volt, így fia muzikális családban nőtt fel. Hatéves korától zenei általános iskolába járt, ahol zongorát tanult, és fiatal zongoristaként lehetősége volt az Országos Filharmónia koncertjein szerepelni. A budapesti Bartók Béla Zeneművészeti Szakközépiskolában folytatta tanulmányait, majd 1973-ban a Liszt Ferenc Zeneakadémiára került, ahol  1977-ben végzett (zongora, általános iskolai ének-zene tanárképző, középiskolai ének-zene tanárképző, karvezető és magánének szakokon).
Ezután, mint profondo basszus, az Országos Filharmóniával – és más koncertszervező irodákkal – szerződve operákban és oratóriumokban lépett fel. 1979-ben tagja, majd később szólistája lett a Honvéd Együttes férfikarának, ahol számtalan drámai és komikus szerepet énekelt operákban, oratóriumokban, népzenei előadásokban, operettekben és musicalekben. Az együttesben énektanárként is dolgozott. Közben lehetősége volt felsőfokú mesterkurzusokon részt venni, többek között Assisiben  Kozma Lajosnál, később Leonie Risanek és Jevgenyij Nyeszterenko vezetésével Budapesten.
Gyakran tart előadásokat Magyarországon és külföldön is, számos fellépése volt Németország, Svájc és Olaszország nagy operaházaiban, kivételes oratórium-repertoárjának köszönhetően gyakran énekel különböző európai fesztiválokon. A Macskák, a Hegedűs a háztetőn, és a Jézus Krisztus szupersztár is többek között a repertoárja része magyarul és idegen nyelveken. Ismert magyar zeneszerzők (Tolcsvay, Huszti, Nagy, Dolly Roll, Faragó, Szokolay, Kocsák) komponáltak kifejezetten az ő hangjára rockopera-, és operaszólókat, oratóriumokat. Lehetősége volt olyan nagyszerű karmesterekkel együtt dolgozni, mint Ferencsik János, Kobajasi Kenicsiró, Ozava Szeidzsi, Doráti Antal, Solti György, Karolos Trikolidis, Kocsis Zoltán, Medveczky Ádám, Wolfgang Sawallisch, Christian Thielemann, vagy Melles Károly.
A Tomkins Együttes, majd a Szent Efrém Férfikar állandó tagjaként szintén számos országban koncertezett, ezen kívül több zenei kiadványukon, lemezfelvételeiken szerepel. Több hazai és külföldi filmben (mozi, tv) szerepelt, 1996-ban Alan Parker Evitájában színészként és énekesként is dolgozott.

## Nemzetközi elismerések
- 2000, 2002: „Európa hangja” cím, melyet kétévente ítél meg a három nagy német és osztrák tévétársaság (ZDF, 3SAT, ORF) valamely kiemelkedőt nyújtott művésznek.
- „Kammersanger” cím, melyet a német nyelvterületen kiemelkedőt nyújtott operaénekesek érdemelhetnek ki.

## Külső hivatkozások
- Honlapja Archiválva 2011. augusztus 18-i dátummal a Wayback Machine-ben